# Roger Kingdom
Roger Nona Kingdom (Vienna, Georgia, 26 de agosto de 1962) es un atleta estadounidense, especialista en pruebas de vallas. Fue campeón olímpico de los 110 metros vallas en las olimpiadas de Los Ángeles (1984) y en las de Seúl (1988). Batió el récord mundial de esta prueba en 1989 con 12,92.

## Biografía
En su época del instituto era un notable jugador de fútbol americano, y también tenía buenas marcas en salto de altura y lanzamiento de disco. Fue a la Universidad de Pittsburgh, originalmente con una beca para jugar al fútbol americano, pero luego se integró en el equipo de atletismo. 
En 1983 se proclamó campeón nacional universitario con 13,54. Ese mismo año fue también 7.º en los campeonatos nacionales absolutos, y ganó el oro en los Juegos Panamericanos de Caracas, donde batió su mejor marca personal con 13,44 que fue la 5.ª del mundo ese año.
Al año siguiente, se clasificó para competir en los Juegos Olímpicos de Los Ángeles 1984 después de ser 3.º en las pruebas de clasificación de su país, tras Greg Foster y Tony Campbell.
Ya en los Juegos, dio la sorpresa imponiéndose al principal favorito, su compatriota Greg Foster. Kingdom ganó el oro con 13,20 un nuevo récord olímpico, mientras Foster fue plata con 13,23 y el finlandés Arto Bryggare bronce con 13,40
Ese año también lideró el ranking mundial de la prueba con 13,16
En 1985 ganó su primer título de campeón de Estados Unidos, y volvió a ser líder del ranking mundial con 13,14
A continuación pasó dos años relativamente discretos, donde no bajó de 13,40 y no participó en ninguna gran competición. 
Su reaparición se produjo en 1988 con la mira puesta en los Juegos Olímpicos de Seúl. Ese año ganó su segundo título de campeón nacional y ganó también en las pruebas de clasificación para los Juegos celebradas en Indianápolis.
Poco antes de los Juegos realizó en Sestriere, Italia, su mejor marca personal y la mejor del mundo ese año con 12,97 demostrando ser el favorito para revalidar su título olímpico. En Seúl ganó con gran facilidad y estableció un nuevo récord olímpico con 12,98 La plata fue para el británico (y futuro plusmarquista mundial) Colin Jackon (13,28) y el bronce para el estadounidense Tony Campbell (13,38). 
Kingdom era el segundo atleta en la historia que repetía título en esta prueba, tras su compatriota Lee Calhoun que lo hizo en 1956 y 1960.
En 1989 se proclamó por tercera vez campeón nacional, y el 16 de agosto logró en Zúrich batir el récord mundial de su prueba con 12,92 una centésima de segundo menos que el récord de Renaldo Nehemiah que databa de 1981. El récord de Kingdom duraría hasta 1993, cuando fue barrido por el británico Colin Jackson en los Mundiales de Stuttgart con 12,91.
En 1990 ganó su cuarto título de campeón nacional y acabó líder del ranking mundial por tercer año consecutivo con 13,21 También ganó en los Goddwill Games de Seattle, la competición internacional más importante del año.
En 1991 tuvo problemas con los ligamentos dañados de la rodilla, lo que le obligó a someterse a cirugía y se perdió toda la temporada.
Tras su reaparición no volvió nunca a recuperar su nivel anterior. No se clasificó para ir a los Juegos Olímpicos de Barcelona 1992 y tampoco para los de Atlanta 1996.
No obstante, tuvo un año bastante bueno en 1995 cuando ganó la medalla de bronce en los Mundiales de Gotemburgo, por detrás de su compatriota Allen Johnson (oro) y del británico Tony Jarrett (plata)
Ese año también obtuvo su quinto y último título de campeón nacional y ganó el oro en los Juegos Panamericanos de Mar del Plata.
Se retiró en 1998.
Roger Kingdom fue el mejor vallista del mundo en los años 80. Basaba sus éxitos en su gran fuerza y potencia muscular, lo que le permitía contrarrestar una técnica bastante deficiente en el paso de las vallas. Era habitual que tirase varias vallas en cada carrera, y aun así ganaba.

## Resultados
| Competición                                  | Puesto                       |
| -------------------------------------------- | ---------------------------- |
| Juegos Panamericanos de Caracas 1983         | 1.º en 110 m vallas (13,44)  |
| Juegos Olímpicos de Los Ángeles 1984         | 1.º en 110 m vallas (13,20)  |
| Juegos Olímpicos de Seúl 1988                | 1.º en 110 m vallas (12,98)  |
| Mundiales en pista cubierta de Budapest 1989 | 1.º en 60 m vallas (7,43)    |
| Copa del Mundo de Barcelona 1989             | 1.º en 110 m vallas (12,87w) |
| Goodwill Games de Seattle 1990               | 1.º en 110 m vallas (13,47)  |
| Juegos Panamericanos de Mar del Plata 1995   | 1.º en 110 m vallas (13,39)  |
| Mundiales de Gotemburgo 1995                 | 3.º en 110 m vallas (13,19)  |

## Récords del Mundo
- 100 m vallas

- 12,92 (Zúrich, 16 Ago 1989)

- 60 m vallas indoor

- 7,37 (Pireo, 8 Mar 1989)